# NGC 410
NGC 410 este o galaxie eliptică situată în constelația Peștii. A fost descoperită în 12 septembrie 1784 de către William Herschel. De asemenea, a fost observată încă o dată în 22 august 1862 de către Heinrich Louis d'Arrest și în 21 octombrie 1867 de către Herman Schultz.